# Wild Honey (canción)
«Wild Honey» es una canción escrita por Brian Wilson y Mike Love, y grabada con su grupo The Beach Boys. La canción fue lanzada como la apertura del álbum Wild Honey de 1967. Fue una de las primeras canciones en usar el electroteremín. El electroteremín es ejecutado por Brian Wilson.

## Inspiración
Brian Wilson era dueño de una tienda de alimentos saludables. Cuenta que al ver un tarro de miel silvestre (en: wild honey) pensó: "Eso es un gran título para una canción". Además de ello, el término también deriva de la época surf del grupo:

Los surfistas llamaban las chicas en la playa "mieles" [en: honey] que usamos en "Surfin' Safari". De hecho, por eso Marilyn (Wilson), Diane (Rovell) y Ginger (Blake) llamaron a su grupo The Honeys. Así que cuando escribí la letra de "Wild Honey" estaba pensando en "ideas obscenas".
Brian Wilson.

## Sencillo
Esta canción fue lanzada en sencillo, con el lado B "Wind Chimes". Este sencillo llegó al puesto n.º 31 en los Estados Unidos, en el Reino Unido fue un algo mejor, llegando al n.º 29. Este sencillo tuvo peor resultado que su antecesor "Heroes & Villains", sin embargo su posterior "Darlin'" fue algo mejor, llegó al puesto n.º 19 en Estados Unidos y n.º 11 en el Reino Unido, todos estos sencillos tienen en común que son de 1967, y que tienen mejores posiciones en el Reino Unido que en el país del grupo.

## Publicaciones
"Wild Honey" apareció como la canción apertura del álbum homónimo, también apareció en la versión inglesa de Best of The Beach Boys Vol. 3, la parte instrumental se puede escuchar en Stack-O-Tracks del mismo año que el anterior, en Summer Dreams de 1990, en el tercer disco del box set Good Vibrations: Thirty Years of The Beach Boys de 1993, en The Greatest Hits - Volume 2: 20 More Good Vibrations de 1999, en The Very Best of The Beach Boys, en el exitoso compilado Sounds of Summer: The Very Best of The Beach Boys de 2003, en Platinum Collection: Sounds of Summer Edition de 2005.

## Influencia
El título de la canción ha sido usado por diversas bandas, como "Wild Honey Pie" de The Beatles, "Wild Mountain Honey" de The Steve Miller Band o "Wild Honey" (exactamente igual) por U2.
Una banda española se hace llamar Wild Honey en honor al álbum.